# بری-سور-روایا
بری-سور-روایا (به فرانسوی: Breil-sur-Roya) یک کمون در فرانسه است که در canton of Breil-sur-Roya واقع شده‌است.

## خصوصیات
بری-سور-روایا ۸۱٫۳۱ کیلومترمربع مساحت و ۲٬۱۱۷ نفر جمعیت دارد و ۳۱۰ متر بالاتر از سطح دریا واقع شده‌است.